# Wjatscheslaw Tschornowil

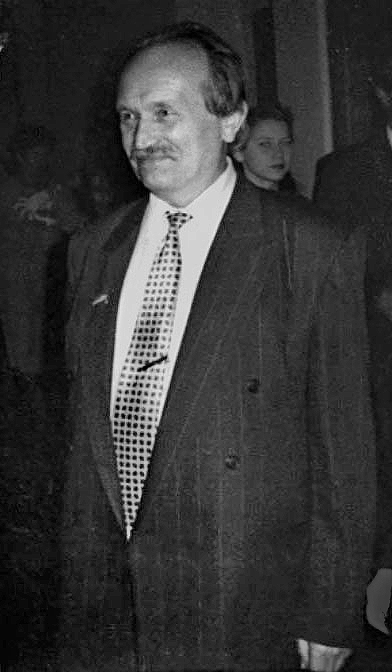
Wjatscheslaw Tschornowil, 1998

Wjatscheslaw Maksymowytsch Tschornowil (ukrainisch В'ячеслав Максимович Чорновіл; * 24. Dezember 1937 in Jerky, Oblast Tscherkassy, Ukrainische SSR; † 25. März 1999 bei Boryspil, Ukraine) war ein ukrainischer Dissident, Menschenrechtler, Journalist und Politiker, ein Vertreter der Sechziger.

## Leben
Tschornowil studierte Journalistik an der Universität Kiew, danach war er bis 1966 als Journalist und Literaturkritiker tätig. Er schuf die illegale Zeitschrift „Ukrainskyj wisnyk“, wurde wegen der „antisowjetischen Propaganda“ verhaftet und saß mehrmals im Gefängnis (1967–1969, 1972–1979, 1980–1988). 1987 war er Mitbegründer der ukrainischen Helsinki-Verbandes und der Ukrainischen Helsinki-Gruppe. Insgesamt verbrachte er 17 Jahre in sowjetischen Gefängnissen.
Nach dem Zerfall der Sowjetunion und der Gründung des ukrainischen Staates bewarb er sich 1991 um das Amt des Staatspräsidenten und unterlag mit 23,2 % der Wählerstimmen gegen Leonid Krawtschuk mit 61,6 % der Stimmen. 1989 war er Mitbegründer und seit 1992 Vorsitzender der Volksbewegung der Ukraine (Ukrainisch Народний Рух України). Von 1990 bis 1999 war er Abgeordneter der Werchowna Rada, dem ukrainischen Parlament, und von 1990 bis 1992 Vorsitzender des Bezirksrates von Lwiw. Seit 1995 war er Mitglied der ukrainischen Delegation zur Parlamentarischen Versammlung des Europarates. 1996 erhielt er den Taras-Schewtschenko-Preis.
1999 war die Narodnyj Ruch Ukrajiny mit 46 Abgeordneten die zweitstärkste Fraktion im Parlament und spaltete sich im Februar 1999. Auf dem Parteitag sprach eine Mehrheit Tschornowil das Misstrauen aus. Er kündigte daraufhin an, mit 18 Abgeordneten des Parlaments eine neue Fraktion zu gründen.
Er starb bei einem Straßenverkehrsunfall, einem Zusammenstoß mit einem KAMAZ-Lkw auf dem 5. Kilometer der Straße Boryspil-Solotonoscha ⊙. Die bisher nicht geklärten Umstände des Unfalls riefen immer wieder Verschwörungstheoretiker auf den Plan, die ein Attentat seiner politischen Gegner mutmaßten. Postum wurde er mit dem Titel „Held der Ukraine“ ausgezeichnet. Er wurde auf dem Baikowe-Friedhof in Kiew bestattet. 
Er war dreimal verheiratet: mit seiner ersten Frau, Iryna Brunets, hatte er einen Sohn, Andrii, und mit seiner zweiten Frau, Olena Antoniv, hatte er einen Sohn, Taras. Seine dritte Frau, die Dissidentin Atena Pashko, heiratete er 1978 während seiner Verbannung in Jakutien.

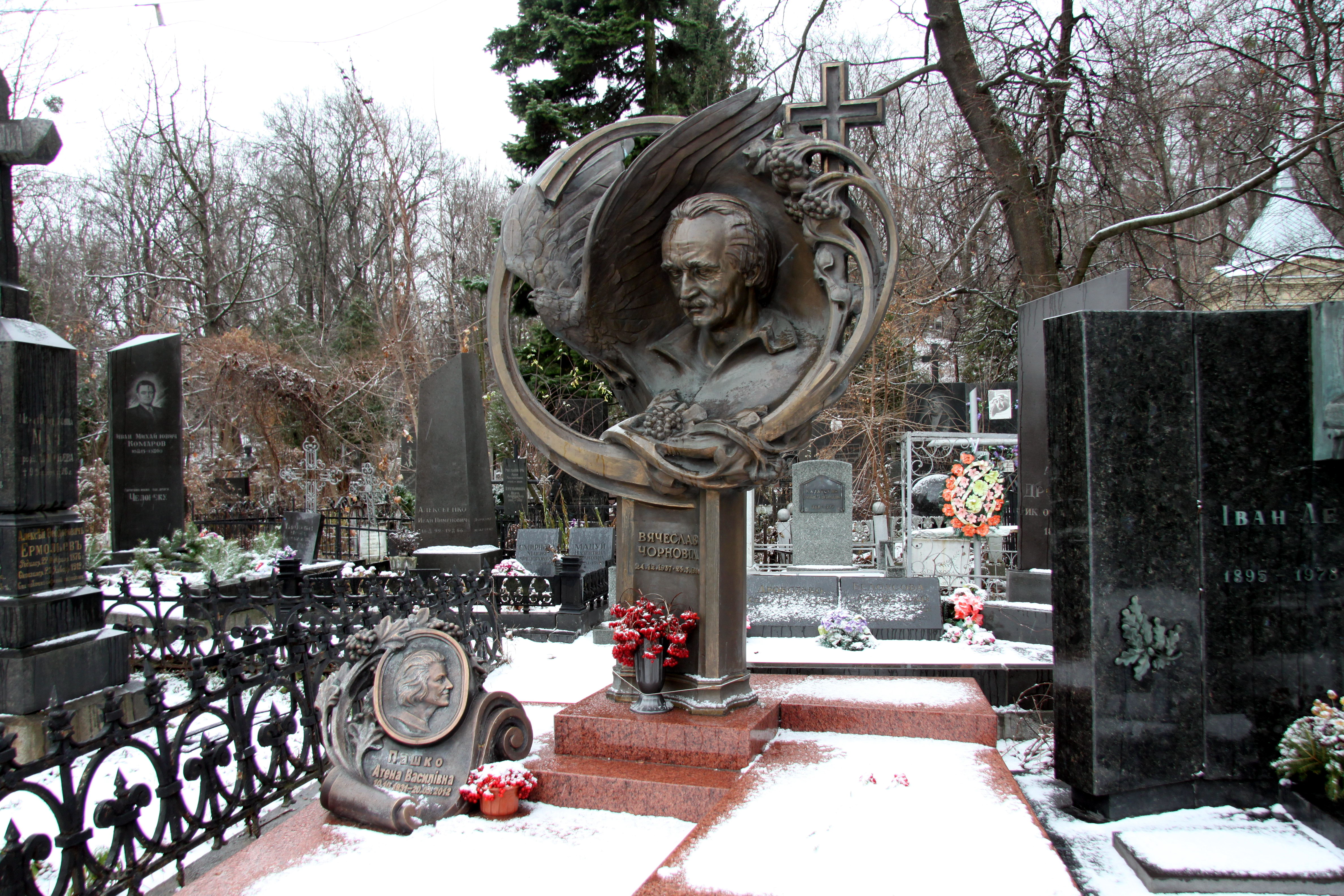
Grabmal von Wjatscheslaw Tschornowil auf dem Kiewer Baikowe-Friedhof

Sein Sohn Taras Tschornowil (* 1964) war seit Ende der 1990er Jahre Mitglied der von seinem Vater gegründeten Partei. Unerwartet unterstützte er bei den Präsidentschaftswahlen 2004 Wiktor Janukowytsch und wurde Mitglied der Partei der Regionen.

## Werke
- Viacheslav Chornovil: The Chornovil papers. McGraw-Hill, New York 1968